# NGC 6451
NGC 6451 је расејано звездано јато у сазвежђу Шкорпија које се налази на NGC листи објеката дубоког неба.
Деклинација објекта је - 30° 12' 42" а ректасцензија 17h 50m 40,5s. Привидна величина (магнитуда) објекта NGC 6451 износи 8,2. NGC 6451 је још познат и под ознакама OCL 1035, ESO 455-SC50.